# Idioma luhu
El idioma luhu fue una lengua austronesia que se hablaba en el oeste de la isla de Ceram, ubicada en el este de Indonesia. Era utilizado principalmente en la aldea de Luhu, situada en la península de Hoamoal, en el extremo occidental de Ceram, así como en las islas cercanas de Boano y Kelang.
El dialecto más septentrional, conocido como piru, se aisló del resto del idioma como consecuencia de la despoblación causada por el periodo colonial, lo que provocó que comenzara a incorporar rasgos de lenguas vecinas mientras desaparecía gradualmente. En 1989 se calculaba que había alrededor de 3500 hablantes nativos, pero para el año 2024, el idioma ya se había extinguido.